# Gnathia oxyuraea
Gnathia oxyuraea is een pissebed uit de familie Gnathiidae. De wetenschappelijke naam van de soort is voor het eerst geldig gepubliceerd in 1855 door Lilljeborg.